# Alexander (film)
Alexander is een internationaal historisch actie-drama uit 2004 onder regie van Oliver Stone, die ook meewerkte aan het scenario en de productie.

## Verhaal
De film gaat over het leven van Alexander de Grote. In de film wordt naast het tonen van grote veldslagen tevens een groot drama verteld. Alexanders liefdesleven met mannen en vrouwen (Alexander homo of hetero?) wordt in deze film op kritische wijze onder de loep genomen. De film werd met name door dit laatste sterk bekritiseerd in de Verenigde Staten terwijl hij in Europa toch goed werd ontvangen. Van de film zijn in ieder geval twee versies gemaakt: de "director's cut" (genaamd "Alexander: Revisited") en de "theatrical version". De laatste (die in Europa werd vertoond) had nog wel de scènes met Jared Leto en Angelina Jolie, terwijl deze twee karakters in de "director's cut" er vrijwel geheel zijn uitgeschreven.

## Rolverdeling
| Acteur                    | Personage                                             |
| ------------------------- | ----------------------------------------------------- |
| Colin Farrell             | Alexander de Grote                                    |
| Connor Paolo              | jonge Alexander                                       |
| Angelina Jolie            | Olympias                                              |
| Val Kilmer                | Philippus II van Macedonië                            |
| Jared Leto                | Hephaestion                                           |
| Patrick Carroll           | jonge Hephaestion                                     |
| Rosario Dawson            | Roxana                                                |
| Raz Degan                 | Darius III                                            |
| Erol Sander               | Pharnakes                                             |
| Annelise Hesme            | Stateira                                              |
| Gary Stretch              | Clitus                                                |
| Christopher Plummer       | Aristoteles                                           |
| Anthony Hopkins           | Ptolemaeus I Soter I                                  |
| Robert Earley             | jonge Ptolemaeus I Soter I                            |
| Jonathan Rhys-Meyers      | Cassander                                             |
| Morgan Christopher Ferris | jonge Cassander                                       |
| Rory McCann               | Craterus                                              |
| Francisco Bosch           | Bagoas                                                |
| John Kavanagh             | Parmenion                                             |
| Joseph Morgan             | Philotas                                              |
| Ian Beattie               | Antigonus                                             |
| Neil Jackson              | Perdiccas                                             |
| Aleczander Gordon         | jonge Perdiccas                                       |
| Denis Conway              | Nearchus                                              |
| Peter Williamson          | jonge Nearchus                                        |
| Garrett Lombard           | Leonnatus                                             |
| Chris Aberdein            | Polyperchon                                           |
| Marie Meyer               | Eurydice                                              |
| Nick Dunning              | Attalus                                               |
| Stéphane Ferrara          | Bessus                                                |
| Tim Pigott-Smith          | Onheilsvoorspeller                                    |
| Toby Kebbell              | Pausanias van Orestis                                 |
| Féodor Atkine             | Oxyartes, Roxanes vader                               |
| Bin Bunluerit             | Poros                                                 |
| Jaran Ngamdee             | Indiase dienaar                                       |
| Oliver Stone              | Macedonische soldaat bij Zeus' standbeeld (onvermeld) |
| ?                         | Bucephalus, Alexanders paard                          |